# توماس أونيل
توماس أونيل هو سياسي كندي، ولد في 2 يونيو 1882 في وينيبيغ في كندا، وتوفي في 16 أكتوبر 1965. حزبياً، نشط في الحزب الليبرالي الكندي. وقد انتخب عضو مجلس العموم الكندي.